# Marvin Jenkins
Marvin Lee 'Marv' Jenkins (Aultman (Ohio), 8 december 1932 – Pasadena (Californië), 4 maart 2005) was een Amerikaanse jazzzanger, muzikant (piano, fluit, orgel, saxofoon) en songwriter van de r&b en de souljazz.

## Biografie
De moeder van Jenkins speelde piano en zijn broer Obie leidde bands in Canton (Ohio). Marvin had vanaf 10-jarige leeftijd pianolessen en leerde ook orgel, klarinet en fluit. Van 1946-1954 speelde hij eerst in de band van zijn broer en in een legerband (1954-1956), voordat hij naar de westkust van de Verenigde Staten verhuisde. Een onderscheiding op het Intercollegiate Jazz Festival met het LA State College Quintet in 1959 leidde tot optredens met Barney Kessel. In 1960 werd het album Marv Jenkins Arrives (Orovox) uitgebracht, waarop onder meer de jazzstandard Stella By Starlight was inbegrepen. Hij werkte onder meer met Carmell Jones, Buddy Collette, Groove Holmes, Charles Kynard, Ray Crawford, Cannonball Adderley, Shirley Horn en Les McCann.
In de vroege jaren 1960 nam Neal Hefti hem mee naar Reprise Records, waar Jenkins de twee albums A Tribute to My People (1961) en Marv Jenkins at the Rubaiyat Room - Little Big Man uitbracht (1962)). Op het gebied van jazz was hij tussen 1960 en 1963 betrokken bij zes opnamesessies. In 1965 kwam het album Big City (Palomar Records) uit, die de single I've Got the Blues (What Shall I Do) bevatte. In latere jaren toerde hij met Della Reese, in 1973 werkte hij aan Marvin Gayes album Let's Get It On (Motown). De ziekte artritis dwong hem in de jaren 1980 zijn muziekcarrière te beëindigen en vanaf dat moment werkte hij als muziekleraar. Jenkins' spel combineerde de jazzpiano van Oscar Peterson en Ramsey Lewis met de populaire stijl van Gene Harris en Les McCann. Hij schreef het nummer Bright Lights (Big City), uitgevoerd door Shirley Horn, Les McCann, Gloria Lynne en Della Reese. Zijn nummer Lately werd opgenomen door Billy Paul.

## Overlijden
Marvin Jenkins overleed in maart 2005 op 72-jarige leeftijd.

## Discografie
- Hollywood's Little Giant of Jazz (Fresh Sound Records; bevat de drie lp's Marv Jenkins Arrives (1960), A Tribute to My People (1961) en Good Little Man von 1962)